# موزه ورزش‌های استونی

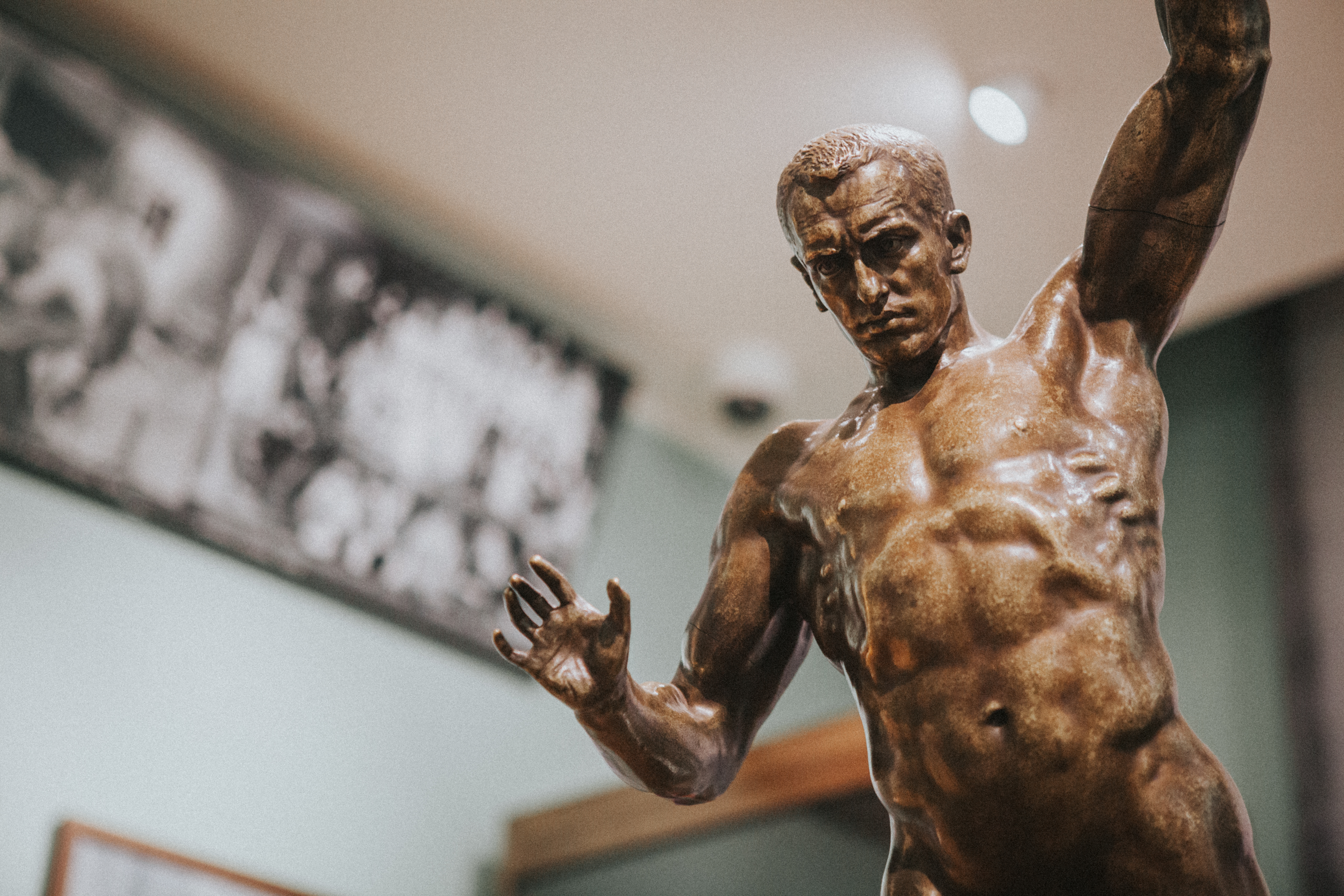
داخل موزه

موزه ورزش‌های استونی (انگلیسی: Estonian Sports Museum) یک موزه ورزشی در تارتو، استونی است.
این موزه که در سال ۱۹۶۳ تأسیس شده مجموعه‌ای از مدال‌ها، لباس‌ها، وسایل و تصاویر ورزشکاران استونی در مسابقات ورزشی و المپیک است. مدال‌های موجود در این موزه شامل مدال‌های مارتین کلین، گرد کانتر، ارکی نول، یان تالتس، پاول کرس و گئورک لوریخ می‌باشد.